# Dolmen di Monte Maone
Der Dolmen di Monte Maone liegt im Norden von Benetutti in der Metropolitanstadt Sassari auf Sardinien. Die Megalithanlage ist seit dem Beginn des 20. Jahrhunderts bekannt.

## Beschreibung
Der Dolmen ist eine der seltenen Hybridanlagen, die teilweise in den Fels gehauen und zum anderen mit in unregelmäßigen in Reihen angeordneten Granitsteinen verschiedener Größe gebaut ist, auf denen die Deckenplatte aufliegt. Die nach Süden orientierte, mit Erde angefüllte Megalithanlage, hat eine Länge von 3,5 Metern und eine Breite von 1,3 Metern. Sie umfasst eine, oben offene, trapezoide Vorkammer mit einer Breite von 1,2 auf 0,65 Meter und einer Länge von 0,87 Metern. Vermutlich war sie einst mit einer Deckenplatte versehen. Die rechteckige Hauptkammer ist 1,3 Meter breit, hat eine Länge von 1,75 Metern und eine Höhe von 1,90 Meter.

## Kontext
Die meisten (acht) Dolmen finden sich an der „Strada dei Dolmen“ in der Nordhälfte der Insel.
- Su Edrosu bei Tamuli
- Sa Coveccada bei Mores
- Montju Corona bei Ozieri
- Su Pedrighinosu bei Nughedu San Nicolò
- Su Laccu e di sos Monimentos bei Buddusò
- Dolmen von Abialzos bei Berchidda
- Dolmen di Monte Acuto bei Berchidda
- Di Alzoleddha Bilella, Ciuleddha und Ladas bei Luras
- Li Muri bei Arzachena